# Jordan Nyako
Jordan Ayuba Nyarko (* 14. Mai 1993) ist ein nigerianischer Fußballspieler.

## Karriere
Jordan Nyako stand von 2016 bis Ende 2023 bei den myanmarischen Vereinen Chinland FC, Rakhine United, Myawady FC und Yaw Myay FC unter Vertrag. Im Dezember 2023 wechselte er nach Thailand. Hier schloss er sich in Yasothon dem Drittligisten Yasothon FC an. Mit dem Verein spielte er neunmal in der North/Eastern Region der Liga. Im Sommer 2024 wurde sein Vertrag nicht verlängert.